# Uśmiechnij się
Uśmiechnij się – czwarty album zespołu Maxel wydany w 1996 przez firmę fonograficzną Green Star. Materiał ukazał się na kasecie i płycie kompaktowej. Płytę promowały teledyski do utworów: Uśmiechnij się, Lekcja miłości oraz Nie zabieraj strun. Były one emitowane m.in. w popularnym programie TV Polsat – Disco Polo Live.

## Lista utworów
Płyta CD
1. Uśmiechnij się (muz. i sł. Bogdan Kukier)
2. Tańczmy z Cyganami (muz. i sł. Robert Anulewicz)
3. Lekcja miłości (muz. Bogdan Kukier, sł. Marek Zientarski)
4. Tylko Ty (muz. Robert Anulewicz, sł. Marek Zientarski)
5. Daleko stąd (muz. Robert Anulewicz, sł. Marek Zientarski)
6. Julia (muz. Bogdan Kukier, sł. Robert Anulewicz
7. Viola (muz. Robert Anulewicz, sł. Marek Zientarski)
8. Biała konwalia (muz. i sł. Bogdan Kukier)
9. Słodkie dźwięki (muz. Robert Anulewicz, sł. Marek Zientarski)
10. Grajcie skrzypce (muz. Bogdan Kukier, sł. Robert Anulewicz)
11. Nie zabieraj mi strun (muz. Bogdan Kukier, sł. Robert Anulewicz)
12. Nie zapomnę (muz. Robert Anulewicz, sł. Bogdan Kukier)
13. Ostatnia noc (muz. Robert Anulewicz, sł. Marek Zientarski)
14. Hej na na na (muz. Robert Anulewicz, sł. Bogdan Kukier)
15. Nasza noc (muz. Bogdan Kukier, sł. Marek Zientarski)
16. Żegnaj Italio (muz. Robert Anulewicz, sł. Bogdan Kukier)

Kaseta magnetofonowa
Strona A
1. Uśmiechnij się (muz. i sł. Bogdan Kukier)
2. Hej na na na (muz. Robert Anulewicz, sł. Bogdan Kukier)
3. Ostatnia noc (muz. Robert Anulewicz, sł. Marek Zientarski)
4. Nasza noc (muz. Bogdan Kukier, sł. Marek Zientarski)
5. Daleko stąd (muz. Robert Anulewicz, sł. Marek Zientarski)

Strona B
1. Biała konwalia (muz. i sł. Bogdan Kukier)
2. Nie zabieraj mi strun (muz. Bogdan Kukier, sł. Robert Anulewicz)
3. Grajcie skrzypce (muz. Bogdan Kukier, sł. Robert Anulewicz)
4. Słodkie dźwięki (muz. Robert Anulewicz, sł. Marek Zientarski)
5. Lekcja miłości (muz. Bogdan Kukier, sł. Marek Zientarski)

## Dodatkowe informacje
- Nagrań dokonano w Studio "JEF & FLY"
- Realizacja: Tomasz Sidoruk
- Producent: Cezary Kulesza